# LDLC ASVEL
LDLC ASVEL is een Franse professionele basketbalclub, gevestigd in Villeurbanne, een voorstad van Lyon. De club speelt in de Pro A. De club speelt haar wedstrijden in de Astroballe en in de LDLC Arena. ASVEL werd in totaal 20 keer landskampioen en won de Coupe de France 10 keer en is daarmee de succesvolste club van Frankrijk.
De voorzitter van de club is de voormalig NBA-speler Tony Parker.

## Erelijst
- Frans Landskampioenschap (20):

1948-49, 1949-50, 1951-52, 1954-55, 1955-56, 1956-57, 1963-64, 1965-66, 1967-68, 1968-69, 1970-71, 1971-72, 1974-75, 1976-77, 1980-81, 2001-02, 2008-09, 2015-16, 2018-19, 2020-21
- Coupe de France (10):

1952-53, 1956-57, 1964-65, 1966-67, 1995-96, 1996-97, 2000-01, 2007-08, 2018-19, 2020-21
- Tournoi de la Fédération (1):

1983-84
- Match des champions (2):

2009, 2016
- Haarlem Basketball Week (1):

1999-00

## Bekende spelers
- Tony Parker (2011)
- Nando de Colo (2022-heden)
- Zachar Pasjoetin (2001)